# Saint-Germain-des-Prés (Maine-et-Loire)
Saint-Germain-des-Prés is een gemeente in het Franse departement Maine-et-Loire (regio Pays de la Loire). De plaats maakt deel uit van het arrondissement Angers. Saint-Germain-des-Prés telde op 1 januari 2022 1.396 inwoners.

## Geografie
De oppervlakte van Saint-Germain-des-Prés bedroeg op 1 januari 2022 19,76 vierkante kilometer; de bevolkingsdichtheid was toen 70,6 inwoners per km².

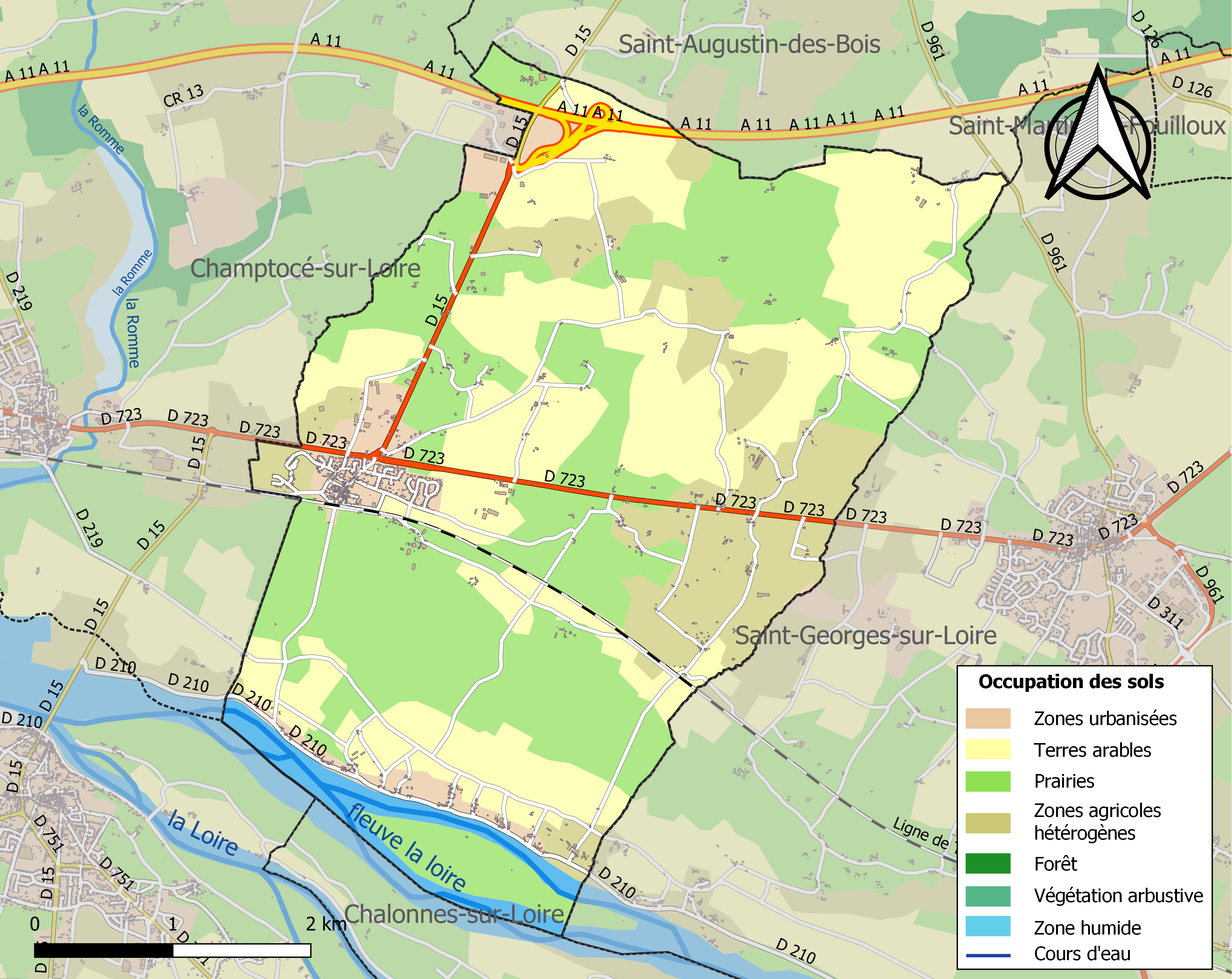
Kaart van de gemeente met de belangrijkste infrastructuur, bodemgebruik en omliggende gemeenten

## Demografie
Onderstaande figuur toont het verloop van het inwonertal (bron: INSEE-tellingen).